# Ocobaya
Ocobaya ist eine Ortschaft im Departamento La Paz im südamerikanischen Anden-Staat Bolivien.

## Lage im Nahraum
Ocobaya ist eine Siedlung im Municipio Chulumani in der Provinz Sud Yungas. Die Ortschaft liegt auf einer Höhe von 1616 m zwanzig Kilometer nordwestlich des Río Boopi, einem Quellfluss des Río Beni.

## Geographie
Ocobaya liegt in den bolivianischen Yungas am Ostabhang des Hochgebirgsrückens der Cordillera Real.
Die mittlere Durchschnittstemperatur der Region liegt bei 21 °C, der Jahresniederschlag beträgt etwa 1150 mm. Die Region weist ein ausgeprägtes Tageszeitenklima auf, die Monatsdurchschnittstemperaturen schwanken nur unwesentlich zwischen 18 °C im Juli und 22 °C im Dezember. Die Monatsniederschläge liegen zwischen etwa 20 mm in den Monaten Juni und Juli und mehr als 150 mm von Dezember bis Februar.

## Verkehrsnetz
Ocobaya liegt in einer Entfernung von 142 Straßenkilometern östlich von La Paz, der Hauptstadt des gleichnamigen Departamentos.
Von La Paz führt die asphaltierte Nationalstraße Ruta 3 in nordöstlicher Richtung 60 Kilometer bis Unduavi, von dort zweigt die unbefestigte Ruta 25 in südöstlicher Richtung ab und erreicht nach 69 Kilometern Chulumani. Von dort führt eine Landstraße 13 Kilometer zur Ortschaft Ocobaya ab und führt weiter nach Cutusuma.

## Bevölkerung
Die Einwohnerzahl des Ortes ist in den vergangenen beiden Jahrzehnten um mehr als die Hälfte angewachsen:
| Jahr | Einwohner | Quelle       |
| ---- | --------- | ------------ |
| 1992 | 204       | Volkszählung |
| 2001 | 269       | Volkszählung |
| 2012 | 327       | Volkszählung |
| 2024 |           | Volkszählung |

Die Region weist einen hohen Anteil an Aymara-Bevölkerung auf, im Municipio Chulumani sprechen 49,9 Prozent der Bevölkerung die Aymara-Sprache (2001).